# Eleonora Ambrosi
Eleonora Ambrosi (Verona, 29 gennaio 1988) è una scacchista italiana, Maestro FIDE femminile.

## Carriera scacchistica
Si mette in luce nel 2001 vincendo il Campionato italiano giovanile under-14 e ripete il successo nel 2002.
Nel 2005 vince a Bratto il 32º Campionato italiano femminile.
Altri risultati:
- 2001 – partecipa al Campionato del mondo under-14 di Oropesa del Mar, realizzando 6½ su 11.
- 2002 – partecipa in 2ª scacchiera alle Olimpiadi di Bled.
- 2004 – partecipa in 2ª scacchiera alle Olimpiadi di Calvià.
- 2005 – vince il torneo B del Festival di Verona.
- 2006 – partecipa in 3ª scacchiera alle Olimpiadi di Torino.
- 2008 – in maggio vince, con Elena Sedina e Olga Zimina, la "Mitropa Cup", competizione europea a squadre giocata ad Olbia. Le azzurre precedono sul podio le più titolate squadre di Germania e Ungheria;
– in novembre partecipa in 3ª scacchiera con la squadra femminile italiana alle Olimpiadi di Dresda. Il 12º posto della squadra (partita dalla 32ª posizione del tabellone) è il migliore mai realizzato dalla nazionale femminile italiana alle olimpiadi.

Nella lista FIDE di gennaio 2010 ha un Elo di 2 156 punti, al 4º posto nella classifica italiana femminile.